# Comitat de Brod-Posavina
Pour les articles homonymes, voir Posavina.
Le comitat de Brod-Posavina (en croate Brodsko-posavska županija) est un comitat croate situé au sud de la Slavonie. Le chef-lieu est la ville de Slavonski Brod. Selon le recensement effectué en 2011, sa population est de 158 575 habitants.

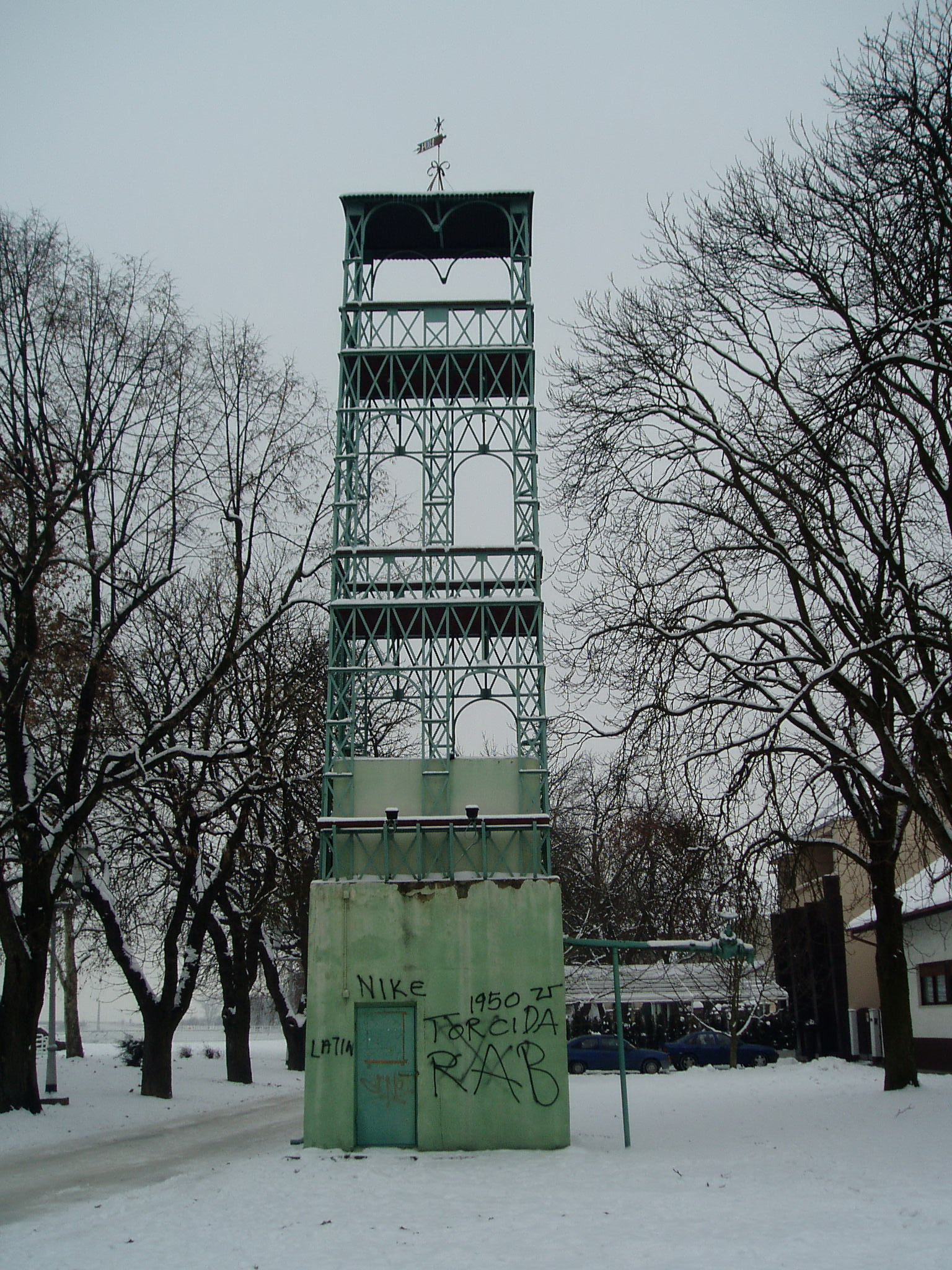
Slavonski Brod, tour de feu

## Géographie
Le Comitat de Brod-Posavina s'étend le long de la Save, d'où lui vient le nom de Posavina. Il est bordé par le comitat de Sisak-Moslavina à l'ouest, celui de Požega-Slavonie au nord, celui d'Osijek-Baranja au nord-est et celui de Vukovar-Syrmie à l'est. Outre Slavonski Brod, les localités les plus importantes du secteur sont Nova Gradiška, Vrpolje et Slavonski Šamac.

## Villes et municipalités
Le comitat de Brod-Posavina Kotar comprend 2 villes et 26 municipalités. 

### Villes
- Nova Gradiška 15 833
- Slavonski Brod 64 612

## Municipalités
- Bebrina 3 541
- Brodski Stupnik 3 526
- Bukovlje 2 739
- Cernik 4 235
- Davor 3 259
- Donji Andrijevci 4 393
- Dragalić 1 282
- Garčin 5 586
- Gornja Vrba 2 559
- Gornji Bogićevci 2 319
- Gundinci 2 294
- Klakar 2 417
- Nova Kapela 5 118
- Okučani 4 224
- Oprisavci 2 942
- Oriovac 5 559
- Podcrkavlje 2 683
- Rešetari 5171
- Sibinj 7 549
- Sikirevci 2 707
- Slavonski Šamac 2 649
- Stara Gradiška 1 717
- Staro Petrovo Selo 6 352
- Velika Kopanica 3 570
- Vrbje 2 906
- Vrpolje 4 023

## Gouvernement du comitat
Depuis les élections d'avril 2006, le Župan (préfet) du comitat est Mirko Duspara (HSP). L'assemblée du comitat, comptant 51 représentants, est composée comme suit :
- Union démocratique croate (HDZ) 20 représentants ;
- Parti paysan croate (HSS) 11 représentants ;
- Parti social-démocrate de Croatie (SDP) 11 représentants ;
- Parti social-libéral croate (HSLS) 5 représentants ;
- Parti populaire croate (HNS) 4 représentants.